# Chengdu Airlines
Chengdu Airlines (кит.: 成都航空成都航空) — китайська авіакомпанія зі штаб-квартирою в місті Ченду (провінція Сичуань, КНР), що працює в сфері регулярних пасажирських перевезень всередині країни. Дочірнє підприємство магістральної авіакомпанії Китаю Sichuan Airlines.
Портом приписки перевізника і його головним транзитним вузлом (хабом) є міжнародний аеропорт Ченду Шуанлю.

## Історія
Авіакомпанія United Eagle Airlines Co. Ltd. (кит.: 联鹰航空公司联鹰航空公司, також відома, як UEAir) була утворена в 2004 році колишнім керівником великого китайського авіаперевізника China Northwest Airlines. Перший літак Airbus A320 компанія отримала 8 липня 2005 року з Air Jamaica і почала операційну діяльність 27 липня того ж року. Наступний лайнер Airbus A319 перевізник отримав 2 грудня 2005 року.
У березні 2009 року Sichuan Airlines викупила UEAir за 200 мільйонів юанів, а в кінці того ж року реалізувала 24 % власності фінансовому холдингу «Chengdu Communications Investment Group» та авіабудівної корпорації Comac. Слідом за цим перевізник уклав контракт про купівлю 30 літаків COMAC ARJ21 Xiangfeng з початком поставок в кінці 2010 року.
23 січня 2010 року авіакомпанія змінила офіційну назву на сучасну Chengdu Airlines.

## Маршрутна мережа

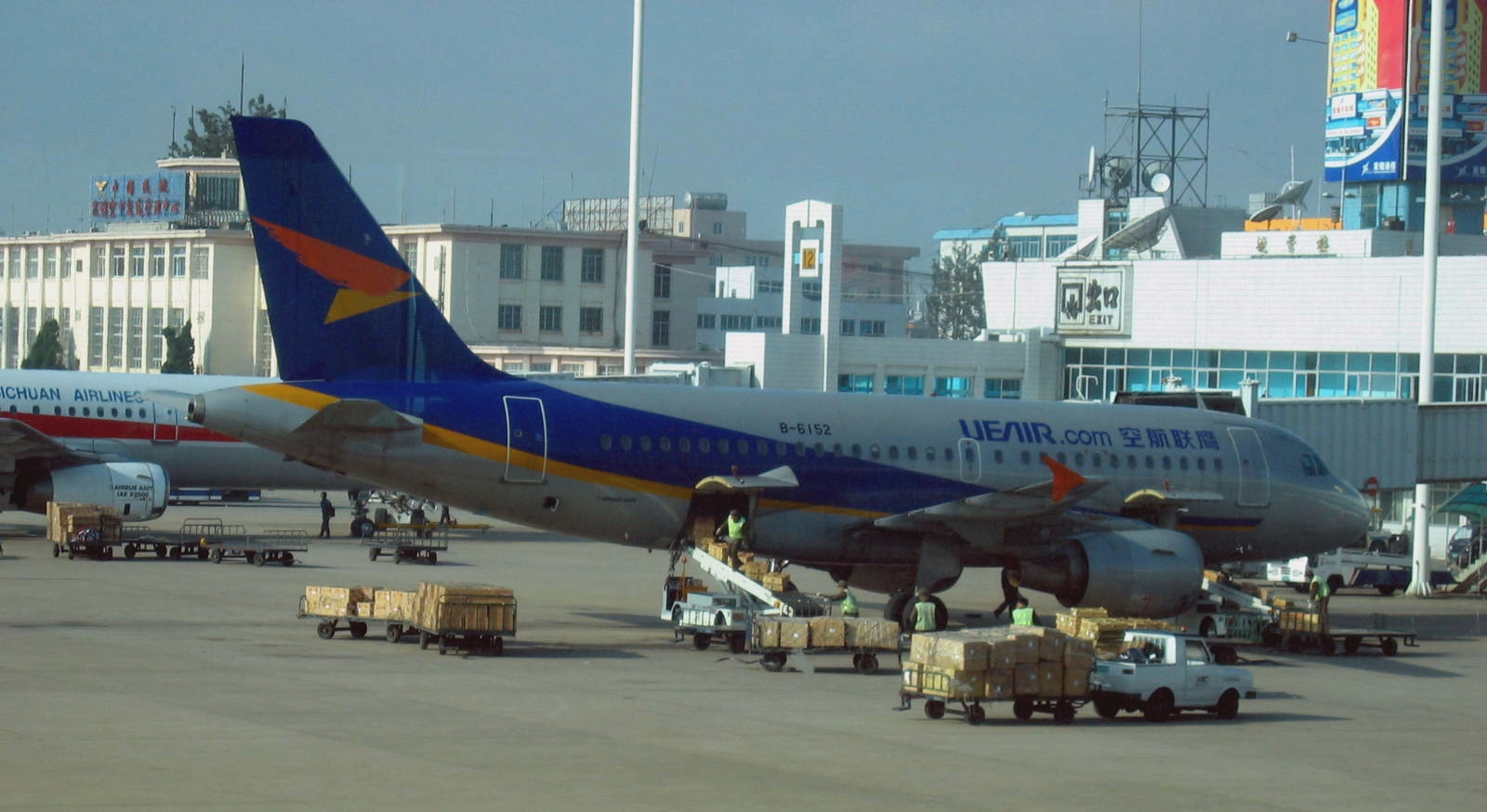
Airbus A319 авіакомпанії United Eagle Airlines в міжнародному аеропорту Куньмін Уцзяба, 2006 рік

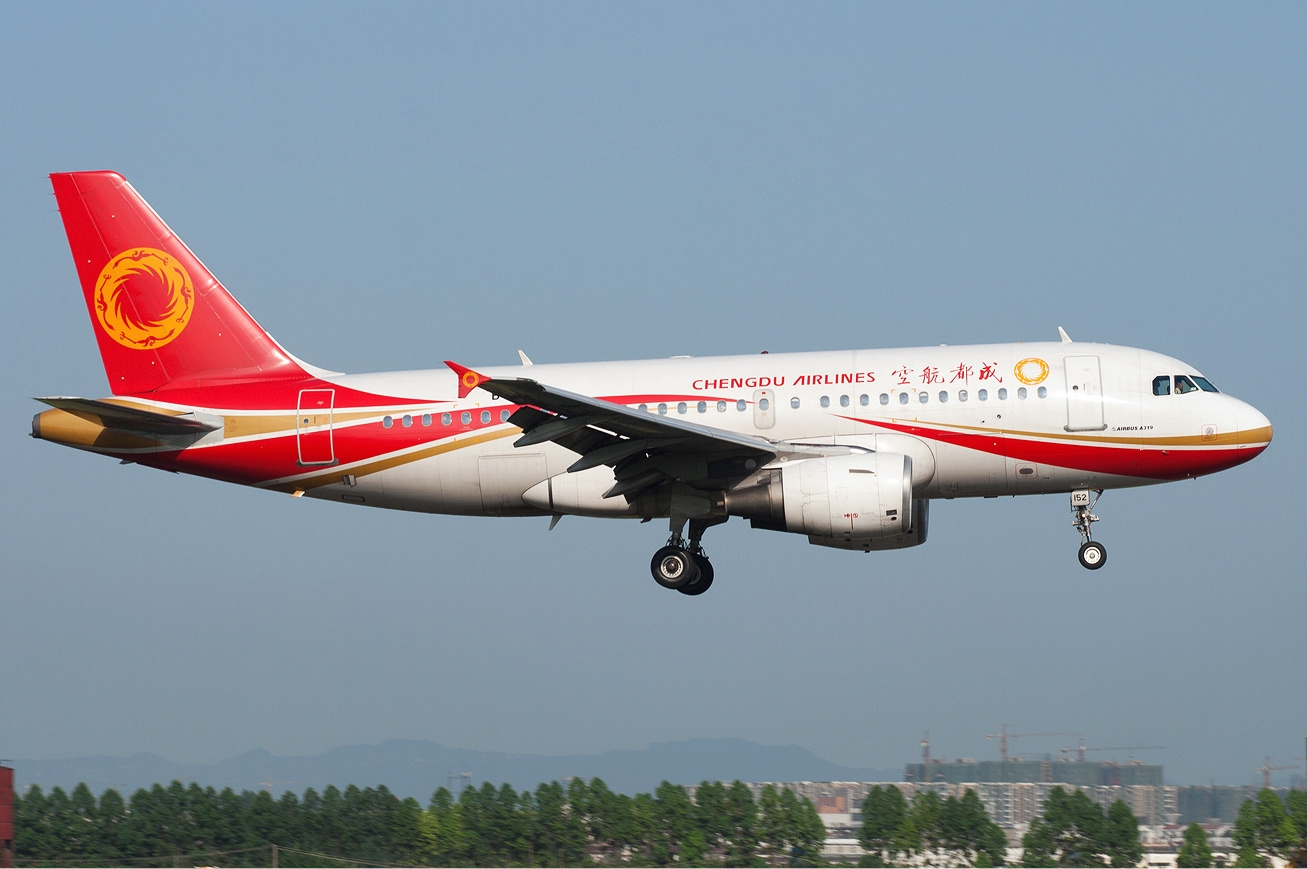
Посадка Airbus A319 (реєстраційний B-6152) авіакомпанії Chengdu Airlines в міжнародному аеропорту Ченду Шуанлю, 2011 рік

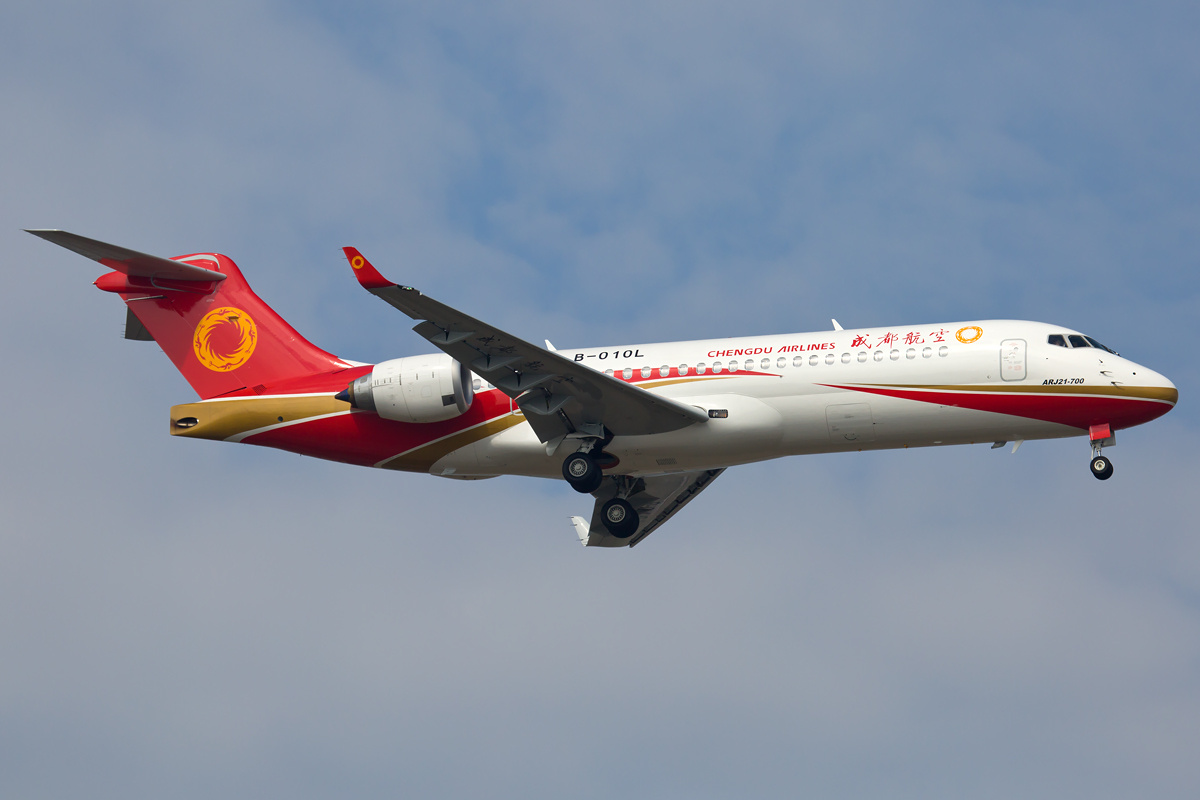
COMAC ARJ21 авіакомпанії Chengdu Airlines

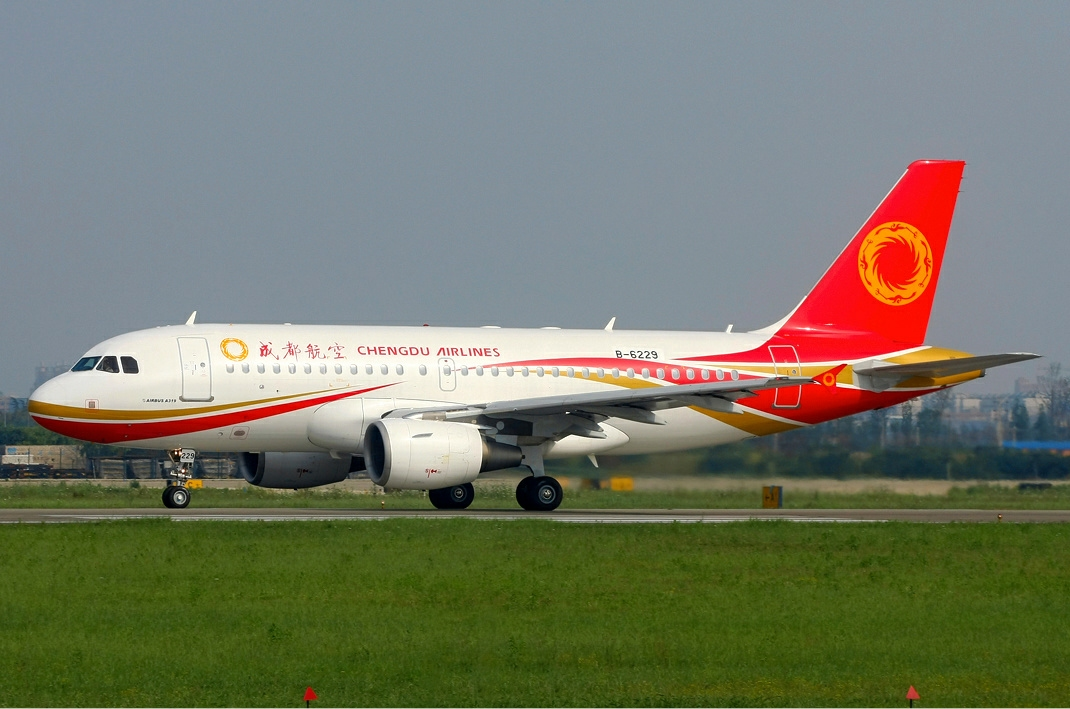
Airbus A319 авіакомпанії Chengdu Airlines в міжнародному аеропорту Ченду Шуанлю, 2010 рік

У липні 2013 року маршрутна мережа регулярних перевезень авіакомпанії Chengdu Airlines охоплювала наступні пункти призначення:

## Флот
У листопаді 2015 року повітряний флот авіакомпанії Chengdu Airlines складався з таких літаків середнім віком у 5,2 року: